# Segundo Luna
Segundo Nepomuceno Gómez, más conocido como Segundo Luna, (nacido el 20 de abril de 1902 en Santiago del Estero) fue un futbolista argentino. Se desempeñaba como delantero e integró la Selección Argentina.

## Carrera

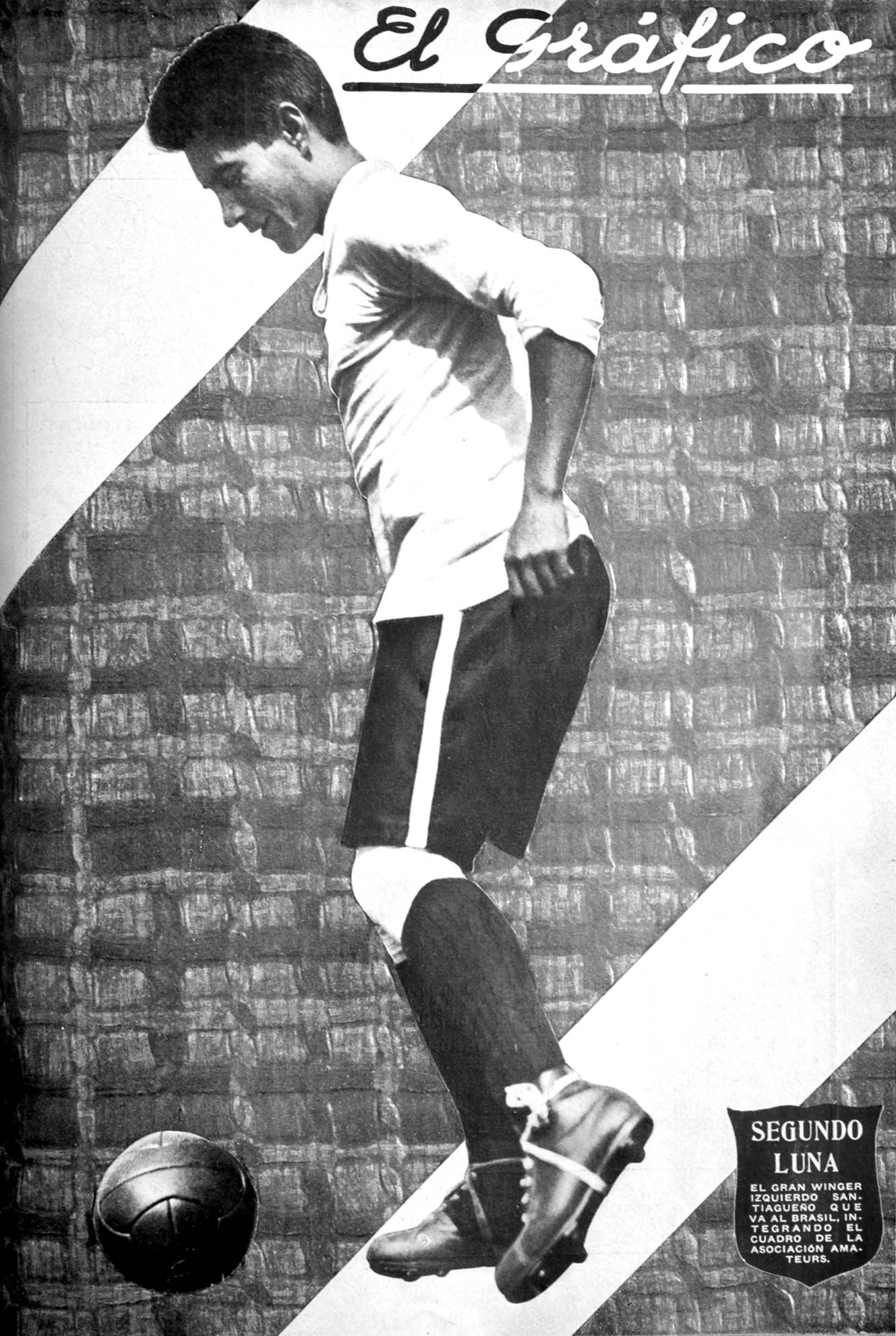
Segundo Luna en 1926.

Se destacó durante la década de 1920 en el fútbol santiagueño, vistiendo la casaca de Mitre junto a sus hermanos Ramón, Nazareno y Juan. Si bien se apellidaba Gómez por ser hijo de un padre distinto, se dio a conocer al mundo futbolístico como Luna. Tras conseguir un tricampeonato en la Liga, sus buenas actuaciones lo llevaron a ser convocado a la Selección Argentina; tras retornar de los Juegos Olímpicos de Ámsterdam 1928 protagonizó una gran campaña con la Selección de la Liga Santiagueña, al consagrarse campeón de la Copa Presidente de la Nación, torneo nacional interligas. Marcó uno de los goles de su equipo en la victoria final ante la Liga Paranaense 3-1, acontecida el 12 de octubre de 1928.
Pasó al fútbol rosarino en 1929, fichando por Newell's Old Boys; con el cuadro rojinegro obtuvo la Copa Nicasio Vila 1929, torneo de primera división de la Liga Rosarina. Se mantuvo en este equipo hasta 1930; con el avenimiento del profesionalismo cruzó de vereda y en 1931 jugó en Rosario Central, donde se reencontró con sus hermanos Ramón y Nazareno.

## Clubes
| Club                        | País      | Año       |
| --------------------------- | --------- | --------- |
| Mitre (Santiago del Estero) | Argentina | 1925-1928 |
| Newell's Old Boys           | Argentina | 1929-1930 |
| Rosario Central             | Argentina | 1931      |

## Selección nacional
Luna disputó 2 partidos oficiales con la casaca de la Argentina, ambos durante el Campeonato Sudamericano 1927. En dicho torneo convirtió 3 goles, obteniendo el título de goleador y consagrándose campeón con la albiceleste en Lima.
Integró luego el elenco que afrontó los Juegos Olímpicos de Ámsterdam 1928; aunque no llegó a sumar minutos en cancha, adicionó una medalla de plata a su palmarés.

### Participaciones por torneo
| Copa                               | Sede         | Resultado  | PJ | Goles |
| ---------------------------------- | ------------ | ---------- | -- | ----- |
| Campeonato Sudamericano 1927       | Perú         | Campeón    | 2  | 3     |
| Juegos Olímpicos de Ámsterdam 1928 | Países Bajos | Subcampeón | 0  | 0     |

#### Detalle de partidos
| Torneo            | Estadio          | Fecha      | Rival   | Resultado | Goles |
| ----------------- | ---------------- | ---------- | ------- | --------- | ----- |
| Sudamericano 1927 | Nacional de Lima | 30-10-1927 | Bolivia | 7-1       | 2     |
| Sudamericano 1927 | Nacional de Lima | 20-11-1927 | Uruguay | 3-2       | 1     |

## Palmarés

### Campeonatos internacionales
| Equipo    | Título       | Sede | Año  |
| --------- | ------------ | ---- | ---- |
| Argentina | Copa América | Perú | 1927 |

### Campeonatos nacionales
| Equipo                     | País      | Título                       | Año  |
| -------------------------- | --------- | ---------------------------- | ---- |
| Liga Santiagueña de Fútbol | Argentina | Copa Presidente de la Nación | 1928 |

### Campeonatos regionales
| Equipo                       | País      | Título           | Año  |
| ---------------------------- | --------- | ---------------- | ---- |
| Mitre de Santiago del Estero | Argentina | Liga Santiagueña | 1926 |
| Mitre de Santiago del Estero | Argentina | Liga Santiagueña | 1927 |
| Mitre de Santiago del Estero | Argentina | Liga Santiagueña | 1928 |
| Newell's Old Boys            | Argentina | Liga Rosarina    | 1929 |

### Distinciones individuales
| Título   | Equipo    | Torneo            |
| -------- | --------- | ----------------- |
| Goleador | Argentina | Sudamericano 1927 |